# U-34 (Kriegsmarine)
U-34 je bila nemška vojaška podmornica Kriegsmarine, ki je bila dejavna med drugo svetovno vojno. 
Sodila je med prva plovila srednjega razreda podmornic, in sicer razred VIIA. Izdelana je bila v severnonemškem pristanišču Kiel, v ladjedelnici F. Krupp Germaniawerft AG, njena proizvodna serijska številka je bila werk 557. Naročilo za njeno izdelavo je bilo podpisano 25. marca 1935, graditi so jo začeli 15. septembra istega leta, splovili so jo 17. julija 1936 in dokončno izgotovili ter sprejeli v uporabo pa 12. septembra 1936. Njen prvi poveljnik je bil Kapitanleutnent Ernst Sobe. Sledili so mu Harald Grosse in Hans Pauckstadt v predvojnem obdobju, v začetnem obdobju vojne pa jo je vodil Wilhelm Rollmann. Ta jo je popeljal na sedem patrulj in z njo v 190 operativnih dneh potopil 24 ladij s skupno tonažo dobrih 99.000 BRT. Od konca leta 1940 je delovala kot plovilo za šolanje novih posadk, vse dokler ni v letu 1943 bila potopljena v nesreči.

## Zgodovina

### Predvojna, 1936-39
Med špansko državljansko vojno sta U-34 in njena sestrska podmornica, U-33, sodelovali v nemški operaciji Uršula, s katero je Tretji rajh kršil špansko nevtralnost. Podmornica je delovala pod poveljstvom kapitana Haralda Grosseja in pri tem ji je 12. decembra 1936 uspelo potopiti špansko podmornico C-3. Potopitev so preživeli le trije od 40 članov posadke.

### Vojna, 1939-40
U-34 je spadala v drugo podmorniško flotiljo (nemško: 2. Unterseebootsflottille "Saltzwedel"), ki je bila nameščena v severnonemškem vojnem pristanišču Wilhelmshaven in je nosila ime Saltzwedel po nemškem podmorniškem asu iz prve svetovne vojne, Reinholdu Saltzwedlu.

#### Prva patrulja
Podmornica je od samega začetka sodelovala v bitki za Atlantik. Na prvo patruljo je krenila še pred začetkom sovražnosti, 19. avgusta 1939 in se namestila na položaj pripravljenosti v vodah jugozahodne Britanije. Ko je 3. septembra prejela novico o začetku vojne med Nemčijo in Britanijo ter Francijo, je začela prežati na njihove ladje. Prvi ulov ji je uspel štiri dni kasneje, 7. septembra je potopila 5.800 tonsko britansko tovorno ladjo Pukkastan, potem ko je najprej počakala, da se njena posadka izkrca nato jo zadela z enim torpedom. Posledično ni prišlo pri tem do nobenih človeških žrtev. Zatem je do nove žrtve prišla že naslednji dan, ko je uspela potopiti britanski 5.500 tonski tanker Kennebec, ki je v Britanijo tovoril 7.000 ton goriva. Tudi tokrat so s podmornice ladjo ustavili in počakali na posadko, da se izkrca ter šele nato ladjo potopili, ponovno brez žrtev. Po teh dveh potopitvah ni U-34 uspela napasti nobene nove ladje, zato se je usmerila proti domačemu pristanišču. Med potjo domov pa je 24. septembra naletela južno od Norveške na majhno estonsko ladjo Hanonia, ki je peljala tovor lesa v Britanijo in je bila zato po pravilih vojne kljub estonski nevtralnosti upravičena žrtev. Ladjo pa niso potopili temveč zajeli in jo odpeljali skupaj s posadko domov. Kasneje so jo Nemci uporabljali za svoje namene kot minonosilec. V bazo je podmornica prispela 26. septembra po 39 dneh plovbe v kateri je potopila ali zajela tri ladje s tonažo dobrih 13.000 BRT.

#### Druga patrulja
Naslednjič je izplula 17. oktobra in se ponovno usmerila v vode jugozahodne Britanije. Prvi ulov se ji je posrečil 20. oktobra, ko je na severu Severnega morja potopila dve manjši ladji. Teden dni kasneje je potopila prvo večjo žrtev te patrulje, britansko 5.300 tonsko tovorno ladjo Bronte je poslala na dno in tudi tokrat pri tem ni prišlo do izgube človeških življenj. Dva dni kasneje, 29. oktobra, je potopila komaj eno leto staro britansko 7.900 tonsko tovorno ladjo Malabar. Pri tem je bilo ubitih pet članov posadke, 70 pa se jih je rešilo. Zatem se je odpravila proti domu in tako kot prejšnjikrat tudi tokrat pri tem zajela eno ladjo in jo pripeljala domov v Nemčijo. To je bila 3.900 tonska norveška tovorna ladja Snar, ki je nato delovala v nemških rokah in preživela vojno. Iz te druge plovbe se je U-34 vrnila 12. novembra po 27 dneh plovbe v kateri je na svoj rovaš pripisala 5 ladij s skupno tonažo malo manj kot 20.000 BRT.

#### Tretja patrulja
Na tretjo plovbo je krenila 1. januarja 1940. Tokrat je imela za nalogo položiti minsko polje v zalivu Falmouth Bay, ki se nahaja na jugozahodu Anglije. To je opravila 19. januarja, položila je osem min TMC in že naslednji dan je prva ladja postala žrtev ene izmed teh min. To je bil britanski 7.807 tonski tanker Caroni River, k sreči pri tem ni bilo človeški žrtev. To je bila tudi edina žrtev tega minskega polja. Podmornica je nato nadaljevala patruljo in v njej uspela potopiti še eno ladjo. To je bilo 28. januarja, ko je s svojim edinim torpedom zadela in potopila grško 5.625 tonsko  tovorno ladjo Eleni Stathatou. Pri tem je bilo ubitih 12 članov posadke. Omenjeni dve potopitvi sta bili edini uspeh U-34 na tej patrulji, s katere se je vrnila 6. februarja po 37 dneh plovbe s potopljenimi 13.432 BRT.

#### Neuspešni četrta in peta patrulja
Sledili sta dve patrulji v katerih za podmornico ni bilo nobenega posebnega uspeha. V prvi, marčevski, sploh ni uspela potopiti nobene ladje v dvajset dni trajajoči plovbi ob norveški obali. V naslednji, četrti patrulji, ki je bila ponovno v norveških vodah, pa je v 28 dneh plovbe zabeležila le en minimalen uspeh. 13. aprila je torpedirala norveški 595 tonski minonosilec HNoMS Frøya, ki je bil nasedel na obalo in ga je napadla, da bi preprečila ladjino rešitev. Pri tem ni bilo nobenih človeških žrtev.
Ti dve neuspešni patrulji sta bili posledica hude napake v torpedih, s katerimi so bile v pomladi 1940 opremljene nemške podmornice in v tem ni bila U-34 v ničemer osamljena. Tedaj so vsi podmorničarji doživljali hudo krizo zaradi nedelujočih torpedov in kriza v kateri so se znašli je imela za posledico popoln neuspeh pri njihovih napadih na ladje. 

#### Šesta patrulja
Za razliko od prejšnjih dveh je bila naslednja patrulja ponovno uspešna. Tokrat celo najuspešnejša do tedaj. Na plovbo je krenila 22. junija in 5. julija vpisala prvo žrtev. To je bil star britanski 1.100 tonski rušilec HMS Whirlwind (D 30), pri potopitvi katerega je bilo 57 ubitih članov posadke. Zatem je med 6. in 17. julijem potopila še sedem ladij in se nato odpravila v francosko pristanišče Lorient, kamor je prispela 18. julija po 27 dneh plovbe v kateri je potopila osem ladij s skupno tonažo 22.434 BRT.

#### Sedma patrulja: zadnja in najuspešnejša
Le pet dni po prihodu iz zadnje patrulje je krenila zopet na novo. To je bilo 23. julija in tri dni kasneje je uspela potopiti prvo nasprotnikovo ladjo. V bistvu dve, druga za drugo v enem dnevu, potem pa še dve v naslednjem dnevu. Zgodaj popoldan 26. julija je v napadu na konvoj potopila britansko tovorno ladjo Vinemoor in še 9.337 tonsko potniško Accra. Pri potopitvi prve ni bilo žrtev, v drugem primeru pa je bilo 24 ubitih, rešilo pa se jih je 465. Od dveh ladij v naslednjem dnevu je bila prva britanska 5.260 tonska tovorna ladja Sambre, druga pa 10.364 tonski tanker Thiara. Pri potopitvi prve ni bilo smrtnih žrtev, v primeru druge pa je bilo ubitih 25 članov posadke.  Tanker Thiara je bila največja ladja, ki jo je U-34 uspela potopiti. Sledila je še ena, zadnja žrtev za podmornico. 1. avgusta je potopila britansko 670 tonsko podmornico HMS Spearfish (N 69), ki jo je torpedirala v Severnem morju nekje na polovici poti med Škotsko in Norveško. Pri tem je bilo ubitih 41 članov posadke, le eden je preživel. Ta angleška podmornica je bila zadnja žrtev za U-34, ki se je iz patrulje vrnila 3. avgusta po 12 dneh plovbe, v kateri je potopila 5 ladij s tonažo 29.990 BRT.
To je bila zadnja operativna patrulja za U-34, ki je v sedmih patruljah in 190 dneh plovbe potopila ali zajela skupno 24 ladij s tonažo 99.311 BRT. Po tem so jo umaknili v šolsko flotiljo z namenom šolanja novih posadk na njej.

### 1940-43: šolanje novincev in nesrečen konec
Od 1. oktobra 1940 dalje je sodila v 21. flotiljo, ki je imela nalogo usposabljati novince za nove podmornice, ki so prihajale iz ladjedelnic. Tako se je v naslednjih dveh letih in pol na njej izmenjalo šest različnih poveljnikov in posadk. Le ti so se usposabljali v Baltiškem pristanišči Memel, ki je bil eden od šolskih centrov za nemške podmorničarje. Vse dokler se 3. avgusta 1943 ni zgodilo usodno trčenje v katerem se je potopila in s seboj na dno odnesla še štiri člane od svoje zadnje posadke.

## Poveljniki
| Poveljniki |                 |                    |                                       |
| Št.        | Čin             | Ime                | Poveljstvo                            |
| 1.         | Kapitänleutnant | Ernst Sobe         | 12. september 1936 - 14. februar 1938 |
| 2.         | Kapitänleutnant | Harald Grosse      | 4. november 1936 - 22. december 1936  |
| 3.         | Kapitänleutnant | Hans Pauckstadt    | 15. februar 1938 - 17. avgust 1938    |
| 4.         | Kapitänleutnant | Hans Pauckstadt    | 5. september 1938 - 28. oktober 1938  |
| 5.         | Kapitänleutnant | Wilhelm Rollmann   | 26. oktober 1938 - 28. september 1940 |
| 6.         | Oberleutnant    | Fritz Meyer        | 29. september 1940 - 22. maj 1941     |
| 7.         | Oberleutnant    | Karl-Otto Schultz  | 23. maj 1941 - 19. november 1941      |
| 8.         |                 | Gerhard Remus      | 20. november 1941 - 15. junij 1942    |
| 9.         | Oberleutnant    | Horst-Arno Fenski  | 16. junij 1942 - 1. februar 1943      |
| 10.        | Oberleutnant    | Karl-Heinz Hagenau | 2. februar 1943 - 11. junij 1943      |
| 11.        | Leutnant        | Eduard Aust        | 12. junij 1943 - 5. avgust 1943       |

## Tehnični podatki
| Kategorije                                    | Podatki                       |
| --------------------------------------------- | ----------------------------- |
| Teža (t): na površju pod površjem polna Teža  | 626 745 915                   |
| Dolžina (m) - tlačni trup (m)                 | 54,51 - 45,50                 |
| Širina (m) - tlačni trup (m)                  | 5,85 - 4,70                   |
| Izpodriv (m)                                  | 4,37                          |
| Višina (m)                                    | 9,50                          |
| Moč (hp): na površju pod podvršjem            | 2.310 750                     |
| Hitrost (vozlov): na površju pod podvršjem    | 17 8                          |
| Doseg (milja/vozel): na površju pod podvršjem | 6.200/10 94/4                 |
| Torpeda/Torpedne cevi                         | 11/5 (4 na premcu, 1 na krmi) |
| Krovni top (mm)                               | 88                            |
| Mine                                          | 22 TMA                        |
| Posadka                                       | 42-46                         |
| Maksimalni potop (m)                          | 200                           |